# Anh em nhà Grimm

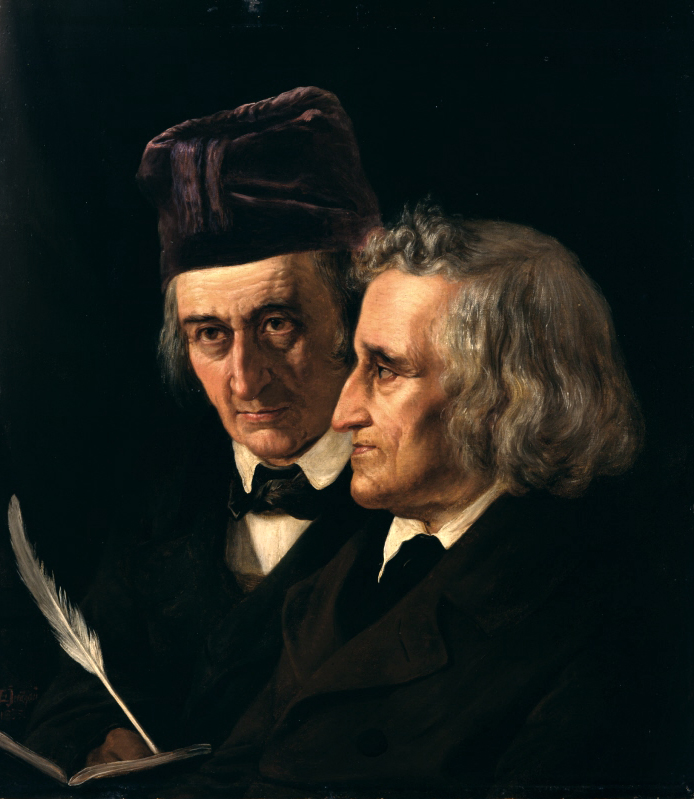
Wilhelm Grimm (trái) and Jacob Grimm (phải), được vẽ bởi Elisabeth Jerichau-Baumann (1855)

Anh em nhà Grimm,Jacob Ludwig Karl Grimm (1785-1863) và Wilhelm Karl Grimm (1786-1859), là giảng sư, nhà triết học, nhà nghiên cứu văn hóa, nhà từ điển học người Đức, và đồng tác giả của các truyện dân gian được họ sưu tập và phát hành. Hai anh em được biết tới nhiều nhất với vai trò biên soạn và phát hành các truyện cổ tích dân gian, các câu chuyện được ưa thích như Cinderella("Aschenputtel"), "Hoàng tử Ếch" ("Der Froschkönig"), "Hansel and Gretel" ("Hänsel und Gretel"), "Cô bé quàng khăn đỏ" ("Rotkäppchen"), "Rapunzel", "Rumpelstiltskin" ("Rumpelstilzchen"), "Nàng công chúa ngủ trong rừng" ("Dornröschen"), và "Bạch Tuyết và bảy chú lùn" ("Schneewittchen"). Bộ sưu tập truyện dân gian đầu tiên của họ, Truyện cổ tích gia đình và trẻ em (Kinder- und Hausmärchen), bắt đầu phát hành vào năm 1812.

## Tiểu sử

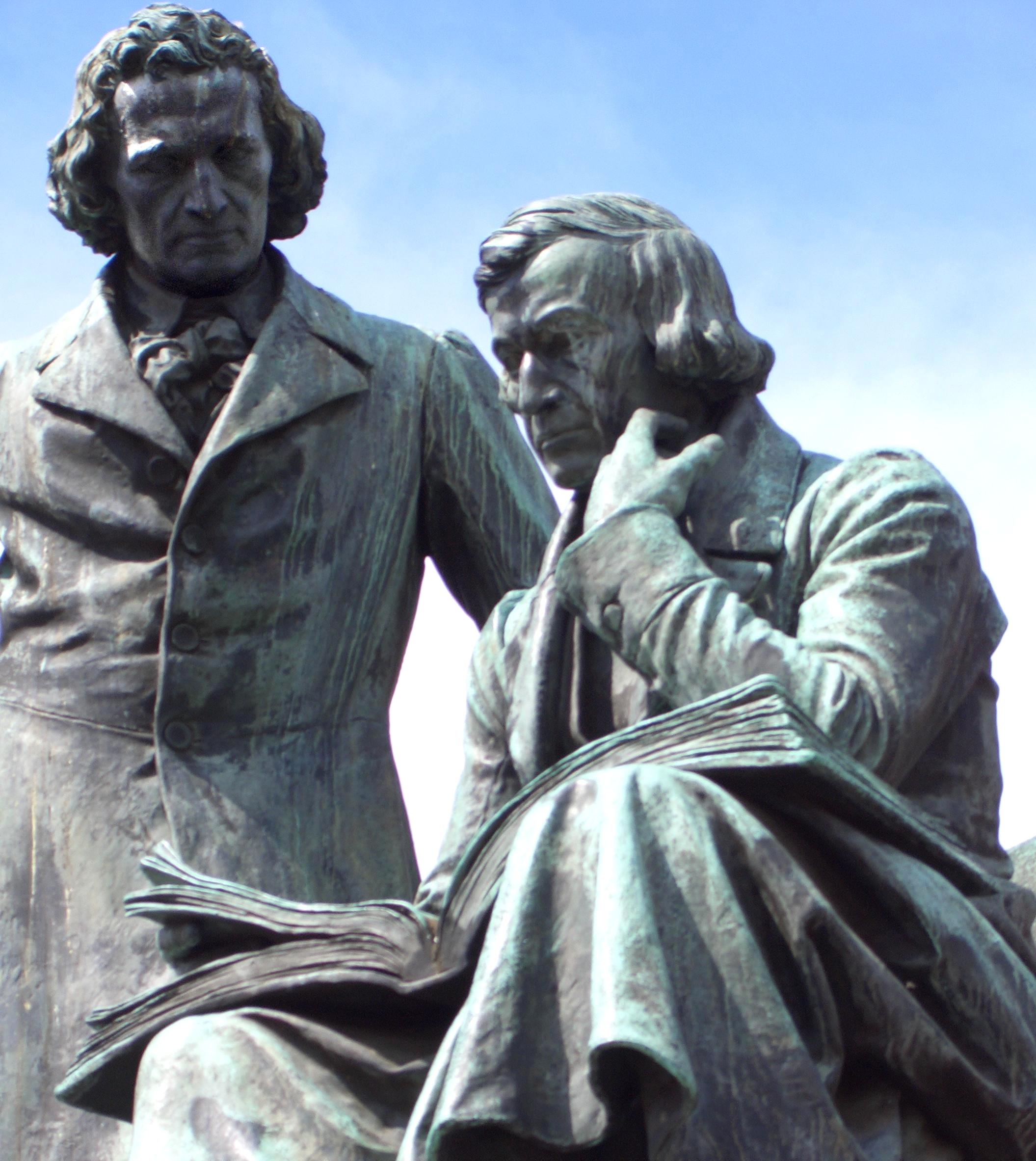
Tượng anh em Grimm ở Hanau do Syrius Eberle khắc

Người anh Jacob Ludwig Karl Grimm sinh ngày 4 tháng 1 năm 1785 còn người em trai Wilhelm Karl Grimm sinh ngày 24 tháng 2 năm 1786 tại Hanau, một thành phố nhỏ thuộc bang Hessen, gần thành phố Frankfurt am Main. Họ là hai trong số 9 người con của ông Philipp Wilhelm Grimm. Năm Jacob lên 11 tuổi thì ông Philipp qua đời, cả gia đình phải chuyển từ vùng làng quê yên bình lên một căn hộ chật hẹp ở thành phố. Hai năm sau gia đình Grimm lại càng lâm vào cảnh khốn khó sau cái chết của cha mình. Theo một số nhà tâm lý học hiện đại, hoàn cảnh sống này đã ảnh hưởng tới những câu truyện cổ tích của anh em Grimm, trong đó người cha thường được lý tưởng hóa và bỏ qua mọi lỗi lầm, người có quyền lực cao hơn cả lại là các bà mẹ kế độc ác, tiêu biểu là bà hoàng hậu, mẹ kế của Nàng Bạch Tuyết hay bà mẹ kế của Cô bé lọ lem.
Hai anh em Grimm theo học phổ thông Gymnasium Friedrichs ở Kassel, sau đó cả hai cùng theo học luật tại Đại học Marburg. Khi Jacob và Wilhelm bước sang tuổi 20, hai anh em bắt đầu nghiên cứu ngôn ngữ học mà thành quả lớn nhất sau này là Luật Grimm trong ngành ngôn ngữ do hai người phát triển. Mặc dù việc nghiên cứu ngôn ngữ là công việc chính của anh em nhà Grimm, họ lại được biết tới rộng rãi hơn nhờ những câu chuyện cổ tích và dân gian được hai người sưu tập và kể lại theo cách của họ.
Năm 1837, anh em nhà Grimm cùng với 5 giáo sư đồng nghiệp tại Đại học Göttingen đã tham gia cuộc phản đối sự hủy bỏ hiến pháp tự do của bang Hannover do vua Ernst August I của Hannover tiến hành. Nhóm phản đối này được biết tới ở khắp nước Đức với cái tên Nhóm bảy người Göttingen (Die Göttinger Sieben). Tất cả thành viên của nhóm sau đó đều bị sa thải khỏi trường đại học, ba trong số đó bị trục xuất khỏi Hannover bao gồm cả Jacob Grimm. Jacob và Wilhelm trở về sống với anh trai Ludwig được khoảng một năm thì lên Berlin theo lời mời của vua Phổ.
Người em Wilhelm mất ngày 16 tháng 12 năm 1859, người anh Jacob qua đời bốn năm sau đó vào ngày 20 tháng 9 năm 1863. Hai người được an táng tại Nghĩa trang St. Matthäus Kirchhof ở Schöneberg, Berlin.

## Sự nghiệp

### Tác phẩmNhững truyện kể

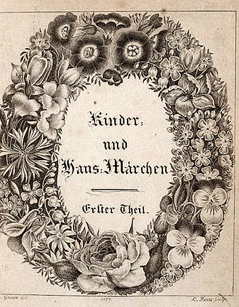
Bìa cuốn Kinder- und Hausmärchen xuất bản lần đầu năm 1812

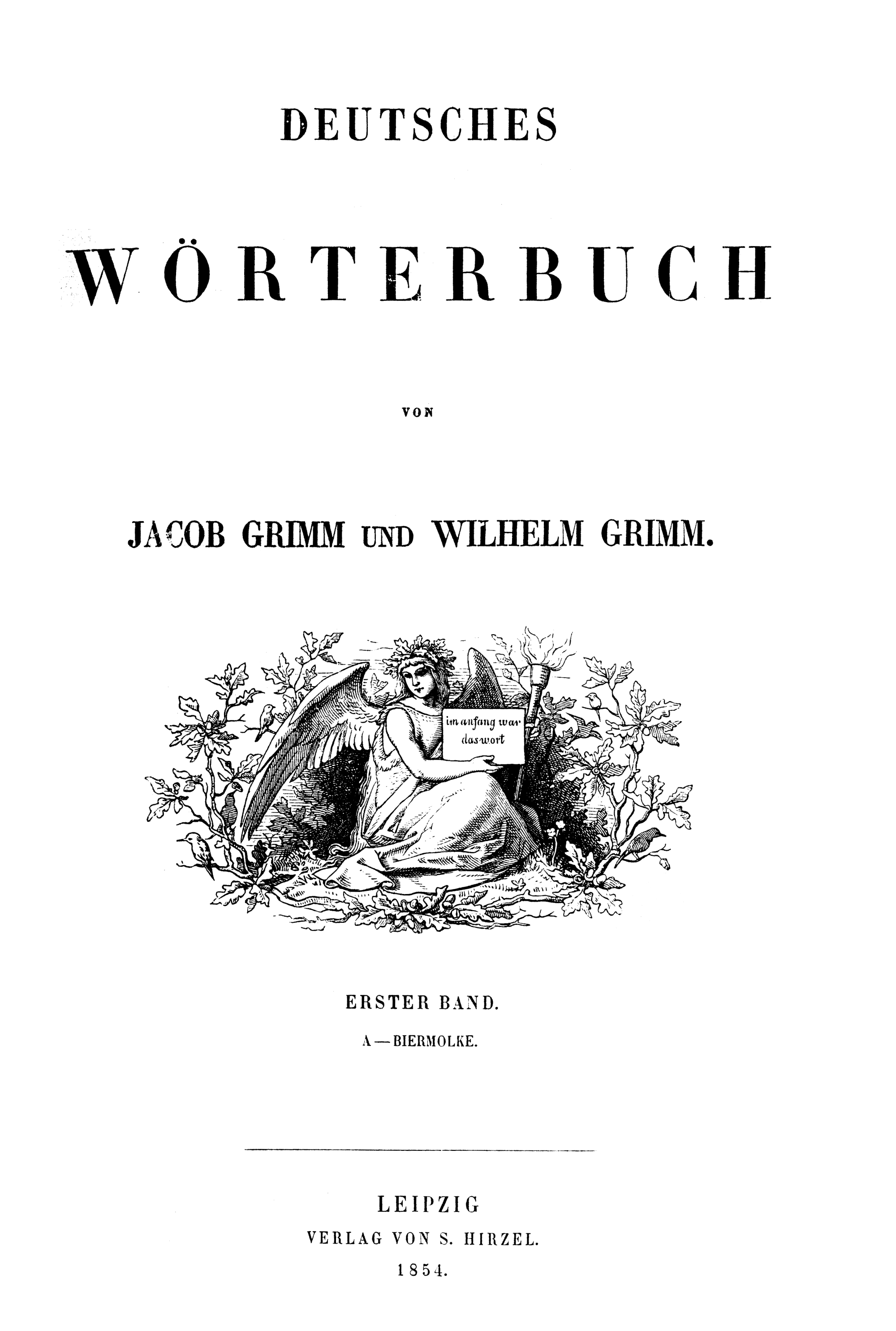
Bìa tập 1 bộ từ điển Deutsches Wörterbuch

Hai anh em nhà Grimm bắt đầu sưu tầm các truyện kể dân gian từ khoảng năm 1807 khi nhu cầu tìm hiểu truyện dân gian ở Đức bắt đầu phát triển sau khi Ludwig Achim von Arnim và Clemens Brentano phát hành tuyển tập bài hát dân gian mang tên Des Knaben Wunderhorn. Từ năm 1810, hai người bắt đầu thực hiện bộ sưu tập bản thảo truyện dân gian, những tác phẩm này được Jacob và Wilhelm ghi lại bằng cách mời những người kể truyện đến nhà và chép lại những gì họ kể. Trong số những người kể chuyện này không chỉ có những nông dân mà còn có những người thuộc tầng lớp trung lưu và các học giả, những người sở hữu các câu chuyện nghe được từ người hầu của họ, Jacob và Wilhelm còn mời cả những người Huguenot gốc Pháp tới kể những truyện dân gian có nguồn gốc từ quê hương của họ.
Năm 1812, Jacob và Wilhelm Grimm cho xuất bản bộ sưu tập 86 truyện cổ tích Đức trong một cuốn sách mang tựa đề Kinder- und Hausmärchen ("Truyện của trẻ em và gia đình"). Năm 1814 họ cho phát hành tập sách thứ hai với 70 truyện cổ tích, nâng số truyện trong bộ sưu tập lên 156.
Lần xuất bản thứ hai của bộ Kinder- und Hausmärchen từ năm 1819 đến năm 1822 được tăng lên 170 truyện. Tập sách này còn được tái bản thêm 5 lần nữa khi anh em Grimm còn sống, mỗi lần đều có thêm những truyện mới và đến lần xuất bản thứ 7 năm 1857 thì con số đã lên đến 211 truyện. Bên cạnh những lời khen ngợi, tác phẩm của anh em Grimm cũng gặp phải những chỉ trích, một số người cho rằng những truyện cổ tích này không thích hợp cho trẻ em mặc dù tên tập sách là dành cho trẻ em, những người khác lại chỉ trích bộ sách có ngôn ngữ không đủ "chất Đức".
Anh em nhà Grimm không phải là những người đầu tiên xuất bản những tuyển tập truyện dân gian. Từ năm 1697, một người Pháp là Charles Perrault đã cho ấn hành một bộ sưu tập truyện cổ tích rất nổi tiếng, ngay ở Đức trong khoảng thời gian từ 1782 đến 1787 Johann Karl August Musäus cũng đã cho ra đời một bộ sách tương tự. Tuy vậy điều khác biệt là trong khi Perrault hay Musäus thường ít khi tuân thủ nguyên gốc những gì họ được nghe kể lại thì anh em nhà Grimm đã phát triển những truyện dân gian này theo cách kể truyện của họ, trong đó viết lại gần như nguyên vẹn những chất liệu dân gian mà họ thu thập được. Vì vậy Jacob và Wilhelm Grimm đã góp phần phát triển phương pháp nghiên cứu hiện đại cho các nhà dân gian học (folklorist).

### Nghiên cứu ngôn ngữ học
Mặc dù rất thành công trong việc sưu tầm truyện dân gian nhưng công việc chính của hai anh em nhà Grimm là nghiên cứu ngôn ngữ học, đặc biệt là công việc xác định những tính chất của ngôn ngữ và văn hóa của nước Đức mới được hình thành. Hai người đã soạn bộ từ điển tiếng Đức Deutsches Wörterbuch, tác phẩm lớn đầu tiên trong việc chuẩn hóa tiếng Đức kể từ khi Martin Luther dịch Kinh Thánh ra tiếng Đức. Đây là một bộ sách rất đồ sộ với 33 tập nặng tới 84 kg và cho đến nay vẫn được coi là một tác phẩm tham khảo quan trọng của từ nguyên học Đức.
Anh em Grimm còn nổi tiếng với việc phát triển Luật Grimm trong ngôn ngữ học.

## Tác phẩm
- Dưới đây là danh mục các tác phẩm viết chung của hai anh em:

| Năm xuất bản | Tên tác phẩm | Nơi xuất bản | Ghi chú                     |
| ------------ | --- | ------------ | --------------------------- |
| 1812         | Kinder- und Hausmärchen | Berlin       | Xuất bản lần đầu            |
| 1812         | Die beiden ältesten deutschen Gedichte aus dem 8. Jahrhundert: Das Lied von Hildebrand und Hadubrand und das Wessobrunner Gebet herausgegeben | Kassel       |                             |
| 1813         | Altdeutsche Wälder herausgegeben | Kassel       | Tập 1                       |
| 1815         | Altdeutsche Wälder herausgegeben | Frankfurt    | Tập 2                       |
| 1815         | Der Arme Heinrich von Hartmann v. d. Aue herausgegeben                                                                                        | Berlin       |                             |
| 1815         | Lieder der alten Edda herausgegeben | Berlin       |                             |
| 1816         | Altdeutsche Wälder herausgegeben | Frankfurt    | Tập 3                       |
| 1816         | Deutsche Sagen | Berlin       |                             |
| 1826         | Irische Elfenmärchen | Leipzig      |                             |
| 1854         | Deutsches Wörterbuch | Leipzig      | Từ A đến Biermolke          |
| 1860         | Deutsches Wörterbuch | Leipzig      | Từ Biermörder đến D         |
| 1862         | Deutsches Wörterbuch | Leipzig      | Từ E đến Forsche            |
| 1878         | Deutsches Wörterbuch | Leipzig      | Từ Forschel đến Gefolgsmann |

## Vinh danh
- Từ năm 1990 đến năm 2002 (trước khi Đức sử dụng đồng euro), anh em nhà Grimm là chân dung minh họa cho đồng 1000 Deutsche Mark, đồng tiền có giá trị lớn nhất của Đức.
- Năm 1962 bộ phim The Wonderful World of the Brothers Grimm được thực hiện để nói về sự xung đột giữa công việc nghiên cứu ngôn ngữ và sưu tầm truyện dân gian của anh em nhà Grimm.
- Năm 2005 hai anh em một lần nữa được khắc họa trên màn bạc qua bộ phim The Brothers Grimm của Terry Gilliam, một trailer phim ba phút đã được trình chiếu tại Liên hoan phim Cannes năm 2004, cạnh tranh giải Sư tử vàng tại Liên hoan phim Venice năm 2005, nhưng giải lọt về tay bộ phim Brokeback Mountain (Núi Brokeback) của Lý An.

Nhiều truyện của ông đã được dựng thành phim, bao gồm một số phim phát hành năm 2011 và dự kiến công chiếu năm 2012.